# Marianne Klint
Marianne Klint er siden 1. oktober 2022 direktør for teatret Aveny-T på Frederiksberg (København). Den 25. januar 2023 indtrådte hun i Athelas bestyrelse, valgt frem til marts 2025.
Marianne Klint er uddannet som Cand.phil. i musik ved Københavns Universitet og har diplom i Kunst- og Kulturledelse ved University College Sjælland, har siden 1994 være fast tilknyttet forskellige, mindre danske teatre: Den Anden Opera i København 1994-2006 og Archauz i Århus 2006-2009. Fra 2009-2022 har Marianne Klint fungeret som direktør på Teater Momentum i Odense, hvor hun i 2016-2018 overtog den administrative ledelse for Den Fynske Opera. Fra 2018-2021 var hun næstformand i Statens Kunstfonds projektstøtteudvalg for scenekunst fra 2018 til 2021.
Marianne Klints vision for Aveny-T på Frederiksberg er, at "hun vil sikre en stærk forretning, der samtidigt giver huset til den unge generation af udøvende scenekunstnere. Derfor etableres et kunstnerisk råd bestående af fire yngre teaterprofiler, som sammen med hende skal sætte en retning for Aveny-Ts kunstneriske profil. Det er kongstanken, at rådet skiftes ud jævnligt for at sikre kontinuerligt nye, friske og spændende øjne på teatret."